# Foncho
Foncho, született Alfonso María Rodríguez Salas (San Cristóbal de La Laguna, 1939. április 29. – L’Hospitalet de Llobregat, 1994. március 20.) válogatott spanyol labdarúgó, hátvéd.

## Pályafutása

### Klubcsapatban
1956 és 1958 között a Tenerife, 1958–59-ben az Eldense, 1959–60-ban a Real Murcia, 1960 és 1967 között a Barcelona labdarúgója volt. A Barcelonával egy spanyolkupa-győzelmet ért el. Tagja volt az 1960–61-es BEK-döntős és az 1965–66-os idényben VVK-győztes együttesnek. 1967–68-ban a Real Zaragoza csapatában fejezte be az aktív játékot.

### A válogatottban
1961-ben két alkalommal szerepelt a spanyol válogatottban és egy gólt szerzett.

## Sikerei, díjai
FC Barcelona
- Spanyol kupa (Copa del Generalísimo)
  - győztes: 1963
- Bajnokcsapatok Európa-kupája (BEK)
  - döntős: 1960–61
- Vásárvárosok kupája (VVK)
  - győztes: 1965–66

## Statisztika

### Mérkőzései a spanyol válogatottban
| Spanyolország | Spanyolország     | Spanyolország                     | Spanyolország | Spanyolország | Spanyolország | Spanyolország | Spanyolország | Spanyolország |
| #             | Dátum             | Helyszín                          | Hazai         | Eredmény      | Vendég        | Kiírás        | Gólok         | Esemény       |
| ------------- | ----------------- | --------------------------------- | ------------- | ------------- | ------------- | ------------- | ------------- | ------------- |
| 1.            | 1961. április 19. | Cardiff, Ninian Park              | Wales         | 1 – 2         | Spanyolország | vb-selejtező  | 1             | 21'           |
| 2.            | 1961. május 18.   | Madrid, Santiago Bernabéu stadion | Spanyolország | 1 – 1         | Wales         | vb-selejtező  | -             |               |
|               | Összesen          |                                   |               | 2             | mérkőzés      |               | 1             | gól           |